# أندرو دوغان
أندرو دوغان (بالإنجليزية: Andrew Duggan)‏ مواليد 28 ديسمبر 1923 في فرانكلين، الولايات المتحدة - الوفاة 15 مايو 1988 في هوليوود، كاليفورنيا، الولايات المتحدة، هو ممثل ومخرج وكاتب سيناريو أمريكي بدأ مسيرته الفنية سنة 1949. امتدت مسيرته الفنية لأكثر من 38 عاما.

## الأعمال
- روعة بين العشب
- تقرير تشابمان

## روابط خارجية
- أندرو دوغان على موقع IMDb (الإنجليزية)
- أندرو دوغان على موقع الموسوعة البريطانية (الإنجليزية)
- أندرو دوغان على موقع ألو سيني (الفرنسية)
- أندرو دوغان على موقع أول موفي (الإنجليزية)
- أندرو دوغان على موقع قاعدة بيانات برودواي على الإنترنت (الإنجليزية)
- أندرو دوغان على موقع قاعدة بيانات الأفلام السويدية (السويدية)
- أندرو دوغان على موقع إن إن دي بي (الإنجليزية)
- أندرو دوغان على موقع قاعدة بيانات الفيلم (الإنجليزية)
- أندرو دوغان على موقع كينوبويسك (الروسية)